# Halowe Mistrzostwa Francji w Lekkoatletyce 2013
42. Halowe Mistrzostwa Francji w Lekkoatletyce – zawody lekkoatletyczne, które odbyły się 16 i 17 lutego 2013 w Aubière.

## Rezultaty

### Mężczyźni
| Konkurencja:              | 1. miejsce              | Rezultat  | 2. miejsce        | Rezultat  | 3. miejsce                | Rezultat  |
| Bieg na 60 m              | Jimmy Vicaut            | 6,53      | Emmanuel Biron    | 6,63      | Christophe Lemaitre       | 6,69      |
| Bieg na 200 m             | Pierre Vicent           | 21,17     | Teddy Tinmar      | 21,23     | Pierre-Alexis Pessonneaux | 21,29     |
| Bieg na 400 m             | Mamoudou Hanne          | 46,79     | Thomas Jordier    | 46,89     | Mame-Ibra Anne            | 46,91     |
| Bieg na 800 m             | Brice Leroy             | 1:49,26   | Gaëtan Manceaux   | 1:49,34   | Benjamin Herriau          | 1:49,55   |
| Bieg na 1500 m            | Simon Denissel          | 3:38,42   | Benjamin Pires    | 3:43,19   | Bryan Cantero             | 3:44,01   |
| Bieg na 60 m przez płotki | Pascal Martinot-Lagarde | 7,53      | Dimitri Bascou    | 7,56      | Thomas Martinot-Lagarde   | 7,75      |
| Skok wzwyż                | Mickaël Hanany          | 2,27      | Abdoulaye Diarra  | 2,24      | Fabrice Saint-Jean        | 2,21      |
| Skok o tyczce             | Renaud Lavillenie       | 5,93      | Stanley Joseph    | 5,62      | Romain Mesnil             | 5,62      |
| Skok w dal                | Nicolas Gomont          | 7,89      | Benjamin Compaoré | 7,83      | Salim Sdiri               | 7,80      |
| Trójskok                  | Harold Correa           | 16,94     | Karl Taillepierre | 16,83     | Benjamin Compaoré         | 16,65     |
| Pchnięcie kulą            | Tumatai Dauphin         | 19,06     | Gaëtan Bucki      | 18,85     | Frédéric Dagée            | 18,18     |
| Siedmiobój                | Jérémy Lelièvre         | 5997 pkt. | Kevin Mayer       | 5983 pkt. | Gaël Quérin               | 5973 pkt. |
| Chód na 5000 m            | Antonin Boyez           | 19:06,16  | Djamel Selseldeb  | 20:52,56  | Hedi Teraoui              | 21:00,95  |

### Kobiety
| Konkurencja:              | 1. miejsce           | Rezultat     | 2. miejsce            | Rezultat  | 3. miejsce                | Rezultat  |
| Bieg na 60 m              | Myriam Soumaré       | 7,24         | Céline Distel-Bonnet  | 7,31      | Jennifer Galais           | 7,31      |
| Bieg na 200 m             | Johanna Danois       | 22,81        | Émilie Gaydu          | 23,49     | Phara Anacharsis          | 23,62     |
| Bieg na 400 m             | Marie Gayot          | 51,98        | Agnes Raharolahy      | 53,25     | Estelle Perrossier        | 54,19     |
| Bieg na 800 m             | Lisa Blameble        | 2:04,87      | Emeline Bauwe         | 2:05,39   | Ophelie Claude-Boxberger  | 2:05,90   |
| Bieg na 1500 m            | Claire Perraux       | 4:24,53      | Nathalie Reslinger    | 4:24,67   | Felicitas Mensing         | 4:26,90   |
| Bieg na 60 m przez płotki | Reïna-Flor Okori     | 8,03         | Alice Decaux          | 8,04      | Cindy Billaud             | 8,07      |
| Skok wzwyż                | Mélanie Melfort      | 1,93         | Diane Barras          | 1,78      | Sandrine Champion         | 1,78      |
| Skok o tyczce             | Marion Lotout        | 4,40         | Marion Fiack          | 4,35      | Maria Eleonor Tavares     | 4,30      |
| Skok w dal                | Éloyse Lesueur       | 6,63         | Darlene Mazeau        | 6,25      | Marine Vialle Taverne     | 6,15      |
| Trójskok                  | Nathalie Marie-Nelly | 13,82        | Jeanine Assani Issouf | 13,23     | Cecilia-Christelle M Boua | 13,11     |
| Pchnięcie kulą            | Jessica Cérival      | 16,81        | Fabienne Ngoma        | 15,59     | Lucie Catouillart         | 15,14     |
| Pięciobój                 | Anaelle Nyabeu Djapa | 3999 pkt. NR | Camille Le Joly       | 3995 pkt. | Gaelle Le Foll            | 3966 pkt. |
| Chód na 3000 m            | Émilie Tissot        | 13:15,39     | Inès Pastorino        | 13:20,06  | Anne-Gaëlle Retout        | 13:22,03  |